# ديفيد بيرس (فيلسوف)
ديفيد بيرس (بالإنجليزية: David Pearce)‏ مؤسس مشارك في الرابطة العالمية لحركة ما بعد الإنسانية، والتي دُمجت مع مؤسسة هيومانيتي+. وهو شخصية بارزة في حركة ما بعد الإنسانية. اهتم بالقضايا الأخلاقية من منظور الفلسفة النفعية السلبية.
استقر بيرس في برايتون في إنجلترا، بنى سلسلة من المواقع المخصصة لمواضيع ما بعد الإنسانية وما سماه «ضرورة المتعة» وهو التزام أخلاقي للعمل من أجل إلغاء المعاناة من جميع نواحي الحياة العاطفية. حدد في بيانه المنشور على الإنترنت تحت عنوان ضرورة المتعة عام 1995 كيف يمكن لعلوم الصيدلة والهندسة الوراثية وتكنولوجيا النانو وجراحة الأعصاب أن تتعاون للقضاء على جميع أشكال التجارب غير السعيدة من الحياة البشرية وغير البشرية واستبدال المعاناة بالمتعة.

## المتعة ما بعد الإنسانية
أنشأ بيرس في عام 1995 شبكة أبحاث حملت اسم حياة أفضل من خلال الكيمياء، وهي شبكة من مواقع الويب التي تنشر نصوصًا حول أفكار ما بعد الإنسانية والمواضيع المتعلقة بها في علم الصيدلة والطب النفسي الحيوي. وقد نشر مقال ضرورة المتعة في ذلك العام وقال «سيعيد خلفائنا بعد الإنسانية كتابة جينوم الفقاريات، وسيعيدون تصميم النظام البيئي العالمي لإلغاء المعاناة في جميع أنحاء العالم».
ألهمت أفكار بيرس مدرسة إلغاء المعاناة في حركة ما بعد الإنسانية بناءً على فكرته عن هندسة الجنة وكلامه بأن إلغاء المعاناة هي ضرورة أخلاقية.
وضح كيف يمكن للأدوية والتكنولوجيا بما في ذلك مكافأة تنبيه الدماغ والعقاقير المصممة والهندسة الوراثية أن تنهي المعاناة لجميع البشر. ستصبح المعاناة العقلية من الماضي تمامًا كما قضينا على المعاناة الجسدية أثناء الجراحة عن طريق التخدير. ستوفر وظيفة الألم من خلال الإشارات دون المرور بأي تجربة غير سارّة.
قال بيرس: يقع على البشر مسؤولية في تجنب القسوة على الحيوانات داخل المجتمع البشري وإعادة تصميم النظام البيئي العالمي بحيث لا تعاني الحيوانات في البرية.
وقد دعم مبدأ التناظر العالمي بين الأنواع لتحقيق الرفاهية، والذي هدف إلى إعادة برمجة البشرية للحيوانات المفترِسة في للحد من الافتراس وتقليل معاناة الحيوانات المفترَسة. يمكن أن يحافظ تنظيم الخصوبة على الحيوانات العاشبة ضمن مستويات مستدامة، «وهو خيار أكثر تحضرًا ورحمةً من المجاعات والافتراس والمرض». زاد تأثير بيرس من عدد النباتيين في حركة ما بعد الإنسانية.

## هيومانيتي+ وأدواره الأخرى
شارك بيرس في عام 1998 مع نيك بوستروم في تأسيس الرابطة العالمية لحركة ما بعد الإنسانية، والمعروفة منذ عام 2008 باسم هيومانيتي+. بيرس عضو في مجلس المستشارين.
بيرس أيضًا زميل في معهد الأخلاقيات والتقنيات الناشئة، وهو عضو في المجلس الاستشاري المستقبلي لمؤسسة لايفبوت. كان حتى عام 2013 عضوًا في المجلس الاستشاري التحريري لمجلة الفرضيات الطبية وهي مجلة غير الخاضعة لمراجعة الأقران. أجرى مقابلة مع مجلة فانيتي فير ألمانيا، ومع برنامج المتاهة الاخلاقية على راديو بي بي سي 4، وغيرهما.